# مكلارين 720 أس
ماكلارين 720 أس (بالإنجليزية: McLaren 720S)‏ هي سيارة رياضية تم تصميمها وتصنيعها من قبل شركة تصنيع السيارات البريطانية مكلارين. تعتبر ثاني سيارة جديدة كليًا في سلسلة سيارات ماكلارين سوبر، لتحل محل سيارة ماكلارين 650 أس ابتداءً من مايو 2017.

## المواصفات
720 أس هي أول سيارة جديدة كليًا تقدمها شركة ماكلارين كجزء من خطتها الجديدة لإطلاق 15 سيارة جديدة في السوق بحلول عام 2022. طراز 720 أس وفقًا لماكلارين جديد بنسبة 91٪ مقارنة بسابقه.

### المحرك
تتميز سيارة 720 أس بمحرك إم 840 تي الجديد من مكلارين والذي يعد تطورًا عن إم 838 تي المستخدم في 650 أس. هو محرك في 8 مزدوج الشاحن التوربيني بسعة 3,994 سنتيمتر مكعب (4.0 ل؛ 243.7 بوصة3). ومع ذلك، فقد تم إطالة الشوط بمقدار 3.6 ملم لزيادة السعة و 41٪ من مكونات المحرك جديدة. يستخدم المحرك شواحن توربينية مزدوجة التمرير تحتوي على توربينات منخفضة القصور الذاتي من التيتانيوم والألومنيوم والتي تدور بأقصى قدر من الكفاءة بمساعدة بوابات النفايات التي يتم التحكم فيها بشكل فعال.   المحرك لديه قدرة إنتاجية تبلغ 720 حصان متري (530 كـو؛ 710 حصان) عند 7500 دورة في الدقيقة؛ أقصى عزم دوران - 568 رطل قدم (770 ن·م) عند 5500 دورة في الدقيقة. 

### الهيكل

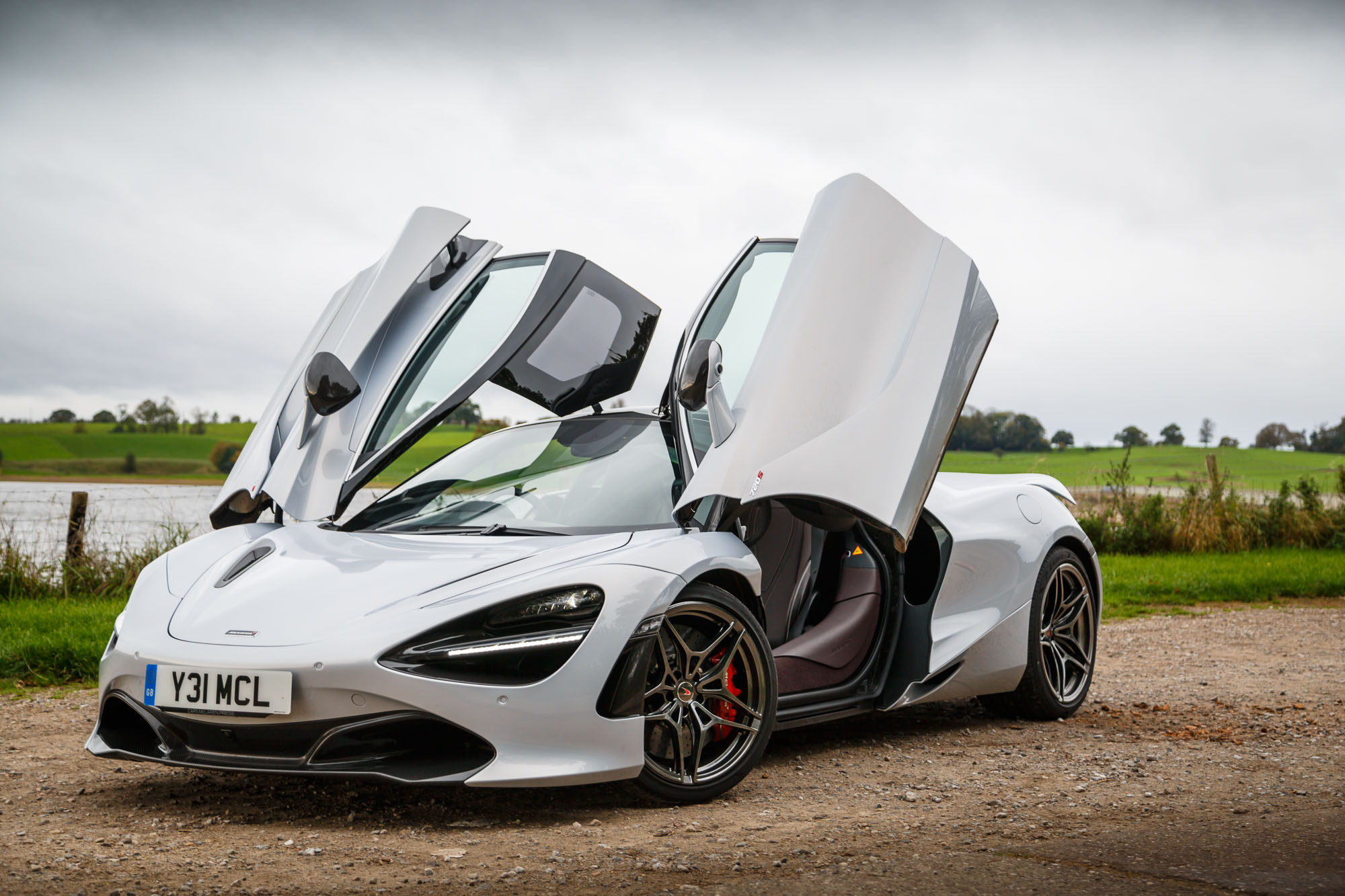
الأبواب ثنائية السطوح مفتوحة

يعتمد حوض ألياف الكربون المستخدم في هيكل 720 أس على مبدأ مشابه لوحدة مونو كايج في في بي 1 ولكنه أخف بمقدار 40 رطل (18 كـغ) من سابقتها. يُطلق عليه اسم مونو كايج 2، ويسمح الحوض بأبواب ثنائية السطوح بفتحات كبيرة لسهولة الدخول والخروج. كما أنه يقلل من حجم أعمدة السقف، مما يحسن الرؤية للسائق. 

### المقصورة
تم تصميم المقصورة لتكون مزيجًا من العناصر الحديثة والمستوحاة من السباق. المفروشات الجلدية من الالكانتارا و الوير جنبًا إلى جنب مع ألياف الكربون قياسية. يتم تضمين نظام الصوت باورز وويلكينز ومقاعد السباق الثابتة المصنوعة من ألياف الكربون كخيار. ينصب التركيز الرئيسي للمقصورة الداخلية على السائق وينعكس ذلك من خلال الشاشة الرقمية الجديدة خلف عجلة القيادة والتي تتراجع إلى شاشة رفيعة لتكشف عن المعلومات الحيوية للسائق عندما تكون السيارة في وضع المسار. الشاشة التي تعمل باللمس في الكونسول الوسطي مائلة بزاوية بعيدًا عن السائق، لكن عناصر التحكم الحيوية مصممة لتكون في متناول السائق بسهولة. تأتي السيارة مع وضعين للقيادة، الوضع الافتراضي والراحة مع التركيز على تجربة قيادة محسّنة. 

### الأداء
وفقًا لمكلارين، يمكن أن تتسارع 720 أس إلى 62 ميل في الساعة (100 كم/س) في 2.9 ثانية، وإلى 124 ميل/س (200 كم/س) في 7.8 ثانية، يمكن أن تحقق سرعة قصوى تبلغ 212 ميل في الساعة (341 كم/س)،  ولها قدرة قطع 1⁄4 ميل (402 م) في وقت قدره 10.3 ثانية.  يأتي الموديل 720 أس أيضًا مع وضع الانجراف المتغير، والذي يتعامل مع التحكم في الثبات للمساعدة في انجراف السيارة. 

## التصميم

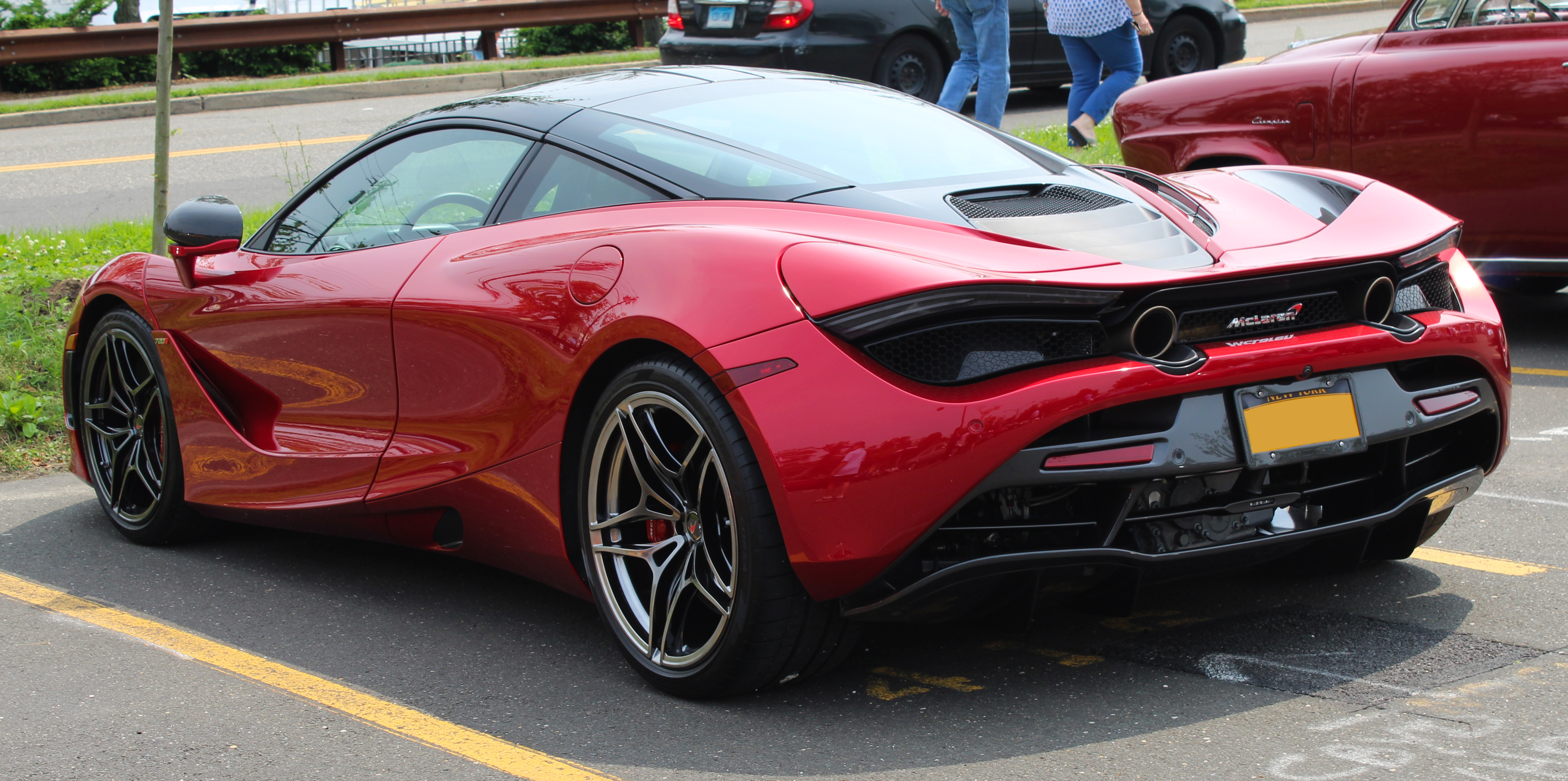
رؤية خلفية

تتميز مكلارين 720 أس بأبواب ثنائية السطوح بمفصلة مزدوجة والعديد من ميزات التصميم في مكلارين إف 1. تخفي المصابيح الأمامية فتحات التهوية التي توجه الهواء الداخل إلى مشعاعين صغيرين أمام العجلات. تتميز الأبواب بقنوات هوائية توجه الهواء إلى المحرك. يتميز الجزء الخلفي من السيارة بمصابيح خلفية رفيعة من نوع إل إي دي مماثلة لتلك الموجودة في مكلارين بي 1، وأنبوبي عادم دائريين. التصميم مستوحى من شكل القرش الأبيض الكبير ويتميز بقمرة قيادة على شكل دمعة.  تؤدي جميع الميزات الخارجية إلى تحسين القوة السفلية بنسبة 50٪ أكثر من سيارة 650 أس.  يشتمل الجزء الداخلي من السيارة على شاشة عرض قابلة للطي ولمسات من ألياف الكربون. 

## الإطلاق

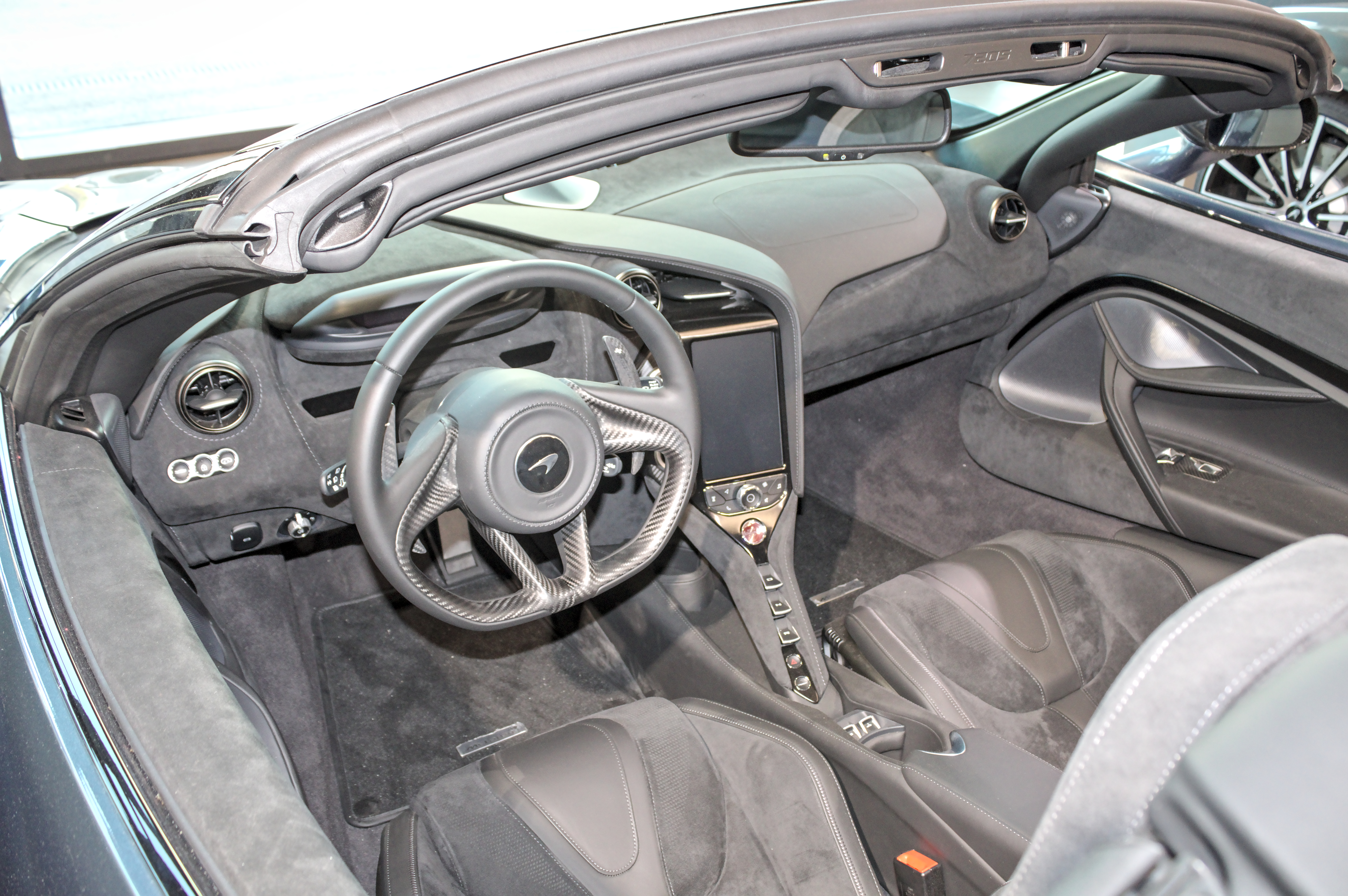
الداخلية

تم إطلاق 720 أس في معرض جنيف للسيارات في 7 مارس 2017 وهي مبنية على هيكل أحادي الكربون معدّل، وهو أخف وزناً وأكثر صلابة من الطراز السابق 650 أس.

## النسخ
- 720 أس فيلوستي
- 720 أس سبايدر
- 765 إل تي

## الجوائز
حصلت سيارة ماكلارين 720S على لقب سيارة الأداء العالمي لعام 2019 من قبل جوائز السيارات العالمية في معرض نيويورك الدولي للسيارات. 